# Hippocrepis salzmannii
Hippocrepis salzmannii är en ärtväxtart som beskrevs av Pierre Edmond Boissier och Georges François Reuter. Hippocrepis salzmannii ingår i släktet hästskoklövrar, och familjen ärtväxter.

## Underarter
Arten delas in i följande underarter:
- H. s. maura
- H. s. salzmannii